# Halycaea erythrocephala
Halycaea erythrocephala är en stekelart som beskrevs av Cameron 1903. Halycaea erythrocephala ingår i släktet Halycaea och familjen bracksteklar. Inga underarter finns listade i Catalogue of Life.